# Francesco Campanella (politico)
Francesco Campanella (Palermo, 29 novembre 1964) è un politico italiano, senatore della Repubblica nella XVII legislatura della Repubblica Italiana, eletto con il Movimento 5 Stelle alle elezioni politiche del 2013 per poi essere espulso nel 2014.

## Biografia
Dipendente della Regione Siciliana, è stato iscritto ai Democratici di Sinistra, per poi passare a Rifondazione Comunista, come da lui stesso dichiarato.
Nell'ottobre 2012 è candidato a deputato all'Assemblea Regionale Siciliana con il Movimento 5 Stelle (M5S). In questa circostanza ottiene 1 464 voti di preferenza, non sufficienti a garantirgli l'elezione.
Alle elezioni politiche del 2013 viene candidato al Senato della Repubblica, ed eletto senatore nella circoscrizione Sicilia per il M5S.
Nel corso delle elezioni del Presidente del Senato del 2013 è stato tra i senatori del M5S che ammettono di aver votato per Pietro Grasso alla Presidenza del Senato, in contrapposizione alle direttive del gruppo.

### Espulsione dal M5S
A febbraio 2014 critica Beppe Grillo che nel suo blog riporta una presunta sfiducia della base, contestata dallo stesso Campanella e dai fondatori del meet-up palermitano.
Il 26 febbraio 2014 è stato espulso dal Movimento 5 Stelle assieme ai senatori Luis Alberto Orellana, Fabrizio Bocchino e Lorenzo Battista, dopo che il giorno prima l'assemblea dei parlamentari del Movimento aveva dato parere favorevole all'espulsione; in seguito alla vicenda ha dichiarato:
Successivamente alla sua espulsione, insieme ad altri parlamentari espulsi o fuoriusciti dal Movimento 5 stelle, ha proseguito nel versamento di metà dello stipendio e parte della diaria ad associazioni benefiche, così come imposto dal regolamento del gruppo parlamentare del M5S.

### AET, SEL, SI, Articolo Uno e Unione Popolare
Il 17 luglio 2015 aderisce alla lista elettorale L'Altra Europa con Tsipras, entrando a far parte del Comitato nazionale eletto dall'Assemblea nazionale del 18 e 19 aprile e formando anche la rispettiva componente all'interno del gruppo misto, di cui fanno parte entrambi.
A febbraio 2017 aderisce a Sinistra Italiana, gruppo parlamentare (composto da fuoriusciti dal Partito Democratico) trasformato in partito politico dove confluisce Sinistra Ecologia Libertà (SEL).
Il 31 maggio 2017 abbandona Sinistra Italiana per aderire ad Articolo 1 - Movimento Democratico e Progressista (Art. 1-MDP) di Pier Luigi Bersani, Massimo D'Alema e Roberto Speranza.
Conclude il proprio mandato parlamentare il 22 marzo 2018.
Fuoriuscito da Articolo Uno, alle elezioni politiche del 2022 è candidato alla Camera da Unione Popolare in seconda posizione nel collegio plurinominale Sicilia - 01, senza risultare eletto.

## Controversie
A novembre 2016, in vista del referendum costituzionale sulla riforma Renzi-Boschi, scrive su Twitter "Anche per l’Aids #bastaunSì" in riferimento allo slogan utilizzato dal Partito Democratico (fautore della riforma e principale sostenitore) per promuovere il voto favorevole, per convincere a votare contro. Il tweet genera molta indignazione, tant'è che, oltra ad essere rimosso da Campanella stesso dal suo account, viene ripreso dal vicesegretario del Partito Democratico Lorenzo Guerini: "Caro senatore Campanella, è inutile che ti affanni a cancellarlo ma questa schifezza ti rimarrà addosso per tanto tempo. Vergognati!".